# Amenábar (Santa Fe)
Amenábar es una localidad del departamento General López, provincia de Santa Fe, Argentina. Se ubica a la vera de la Ruta Nacional 33 (Argentina),  se ubica a 69 km de Venado Tuerto y a 31 km de Rufino.

## Población
Cuenta con 1,821 habitantes (Indec, 2010), lo que representa un incremento del 15,3% frente a los 1,694 habitantes (Indec, 2001) del censo anterior.
| Gráfica de evolución demográfica de Amenábar entre 1991 y 2010 |
|                                                                |
| Fuente: Censos nacionales del INDEC                            |

## Parajes
- Colonia Falucho
- Venado Tuerto

## Santa Patrona
- “Ntra. Sra. de Lourdes”, festividad: 11 de febrero

## Historia

### Pueblos originarios
Entre los pueblos originarios de esta región al momento de la llegada de los europeos, se hallaban los tobas, timbúes, mocovíes, pilagás, guaycurúes, quiloazas y guaraníes. Eran nómades, vivían de la caza, la pesca y la recolección de frutos.
Luego de la llegada de los conquistadores y la introducción del caballo, comienza la incursión de mapuches o aucas o araucanos, que cruzaban la cordillera hacia el Este bordeando el Río Quinto, cazando la fauna de esta zona y arriando el ganado para llevarlo hacía Chile.
- siglo XVIII, época del Virreinato del Río de la Plata, los Pampas, ya a caballo contaban con ganado cimarrón para el sustento. Su guerra por la recuperación de sus territorios usurpados, era la guerra del malón, diezmando las poblaciones, el ganado, etc.
- 1776 para intentar perfeccionar el abatimiento de los originarios, se levantan los Fortines de Melincué, India Muerta, Pavón y Esquina, quedando esta zona fuera de las líneas defensivas
- 1852 esta zona queda dentro de la línea de frontera Río Cuarto - La Carlota - Laguna de Hinojo (Venado Tuerto) - Melincué - Fortín Chañar (Teodelina)

## Fundación de la Comuna
- 15 de septiembre o 24 de julio de 1964

## Entidades Deportivas
- Club Social Amenábar
- Club Unión social recreativo
- Club atlético independiente de Amenábar.

## Parroquias de la Iglesia católica en Amenábar
| Diócesis  | Venado Tuerto             |
| --------- | ------------------------- |
| Parroquia | Nuestra Señora de Lourdes |

### Ubicación geográfica y datos del tiempo
- Coordenadas geográficas
- Coordenadas geográficas